# Megalomya longiabdominalis
Megalomya longiabdominalis är en stekelart som beskrevs av Tohru Uchida 1940. Megalomya longiabdominalis ingår i släktet Megalomya och familjen brokparasitsteklar. Inga underarter finns listade i Catalogue of Life.